# Chionaema tripunctata
Chionaema tripunctata är en fjärilsart som beskrevs av Rothschild 1936. Chionaema tripunctata ingår i släktet Chionaema och familjen björnspinnare. Inga underarter finns listade i Catalogue of Life.